# 1277
Cette page concerne l'année 1277  du calendrier julien.
L'année 1277 est une année commune qui commence un vendredi.

## Événements
- 15 janvier[1] : Charles d'Anjou achète le royaume de Jérusalem moyennant une rente viagère à Marie d'Antioche (fin en 1285). Les autorités de Terre sainte sont divisées entre partisans des rois de Chypre et de Charles d’Anjou. Toute politique commune est rendue impossible.
- 18 avril : les Mamelouks remportent la victoire sur les Mongols à la bataille d'Elbistan, à l’entrée de la Cappadoce[2].
  - Le gouverneur Saljûqide de Sinope, Mu’in al-Din Suleyman tente l’indépendance par rapport aux Mongols. Il appelle Baybars en Anatolie. Celui-ci bat les Mongols à Elbistan, puis avance vers Kayseri, mais déçu devant la passivité des Turcs, il se replie sur l’Égypte. Mu’in al-Din est condamné à mort pour haute trahison par les Mongols qui répriment la révolte. L’Anatolie passe sous le protectorat des il-qan d'Iran et l’autonomie des tribus turkmènes est renforcée.

- 15 mai : Mehmed, bey de Karaman (Cilicie) s’empare de Konya au nom des Saljûqides[3].
- 1er juillet : le sultan Baybars meurt empoisonné à Damas[4]. À sa mort, son royaume s’étend de la Nubie (conquête du royaume de Dongola, vassal de l’Égypte) à la Méditerranée et du désert de Libye à la frontière de l’Irak. Son autorité est également reconnue en Arabie. Son fils aîné, Baraka Khan, lui succède sans difficultés mais doit abandonner deux ans plus tard le pouvoir en faveur de son très jeune frère Salamish.

- Qaïdu attaque la Mongolie et menace Karakorum. Kubilai Khan lui envoie son meilleur général, Bayan, qui réussit à battre la coalition des princes mongols révoltés avec une armée nombreuse et des troupes auxiliaires chinoises et coréennes. Qaïdu se retire dans la région de l’Irtych[2].

- Prise de Canton par les Mongols. Le dernier Song, un enfant de 8 ans, réussit à s’enfuir sur une escadre protégée par Tchang Che-kie[2].

- Bataille de Ngasaunggyan, au Yunnan[5]. Expéditions mongoles en Birmanie (fin en 1300). Ils occupent le passage de Bhamo qui leur ouvre le chemin de la vallée de l’Irrawaddy. Le nord du pays devient protectorat mongol.

- Marco Polo se rend dans le Yunnan pour le compte de Kubilai Khan (vers 1277-1280)[6].

### Europe
- 21 janvier : bataille de Desio[7]. Ottone Visconti, archevêque de Milan, vainc la famille dominante Della Torre et s’empare du pouvoir de facto à Milan. Il fonde la dynastie des Visconti.
- 7 mars : l’évêque de Paris Étienne Tempier condamne les averroïstes (Siger de Brabant) et certaines thèses de Thomas d'Aquin. Le professeur de philosophie Siger de Brabant est condamné par la Sorbonne.
- Été : grande révolte paysanne en Bulgarie sous la conduite d'Ivaïlo[8].

- Août : le roi de France Philippe III le Hardi arbitre le litige dit  « Guerre de la Vache de Ciney », conflit entre l'évêque de Liège Jean d'Enghien et Gui de Dampierre[9].

- 25 novembre : début du pontificat de Nicolas III (jusqu'en 1281)[10]. Il amène Charles Ier d'Anjou à renoncer au titre de sénateur de Rome et à la charge de vicaire d’empire en Toscane.
- 29 novembre[11] : Llewelyn II doit signer le traité d’Aberconway qui assujettit le Pays de Galles à l’Angleterre. Édouard Ier d'Angleterre soumet le pays de Galles et entreprend un programme de construction de nombreux châteaux (1277-1283).

- Liaison maritime directe entre Bruges et Gênes par le détroit de Gibraltar[12].